# Шміттвайлер
Шміттвайлер (нім. Schmittweiler) — громада в Німеччині, розташована в землі Рейнланд-Пфальц. Входить до складу району Бад-Кройцнах. Складова частина об'єднання громад Майзенгайм.
Площа — 5,48 км2. Населення становить 201 ос. (станом на 31 грудня 2020).

## Галерея

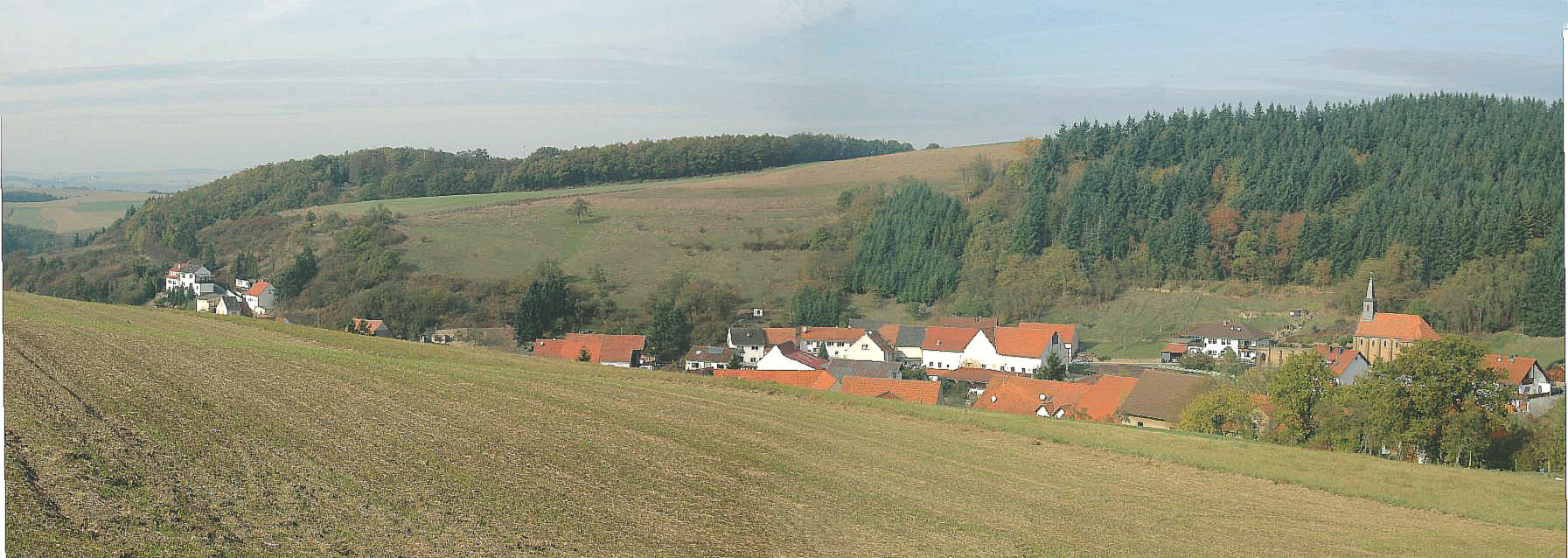
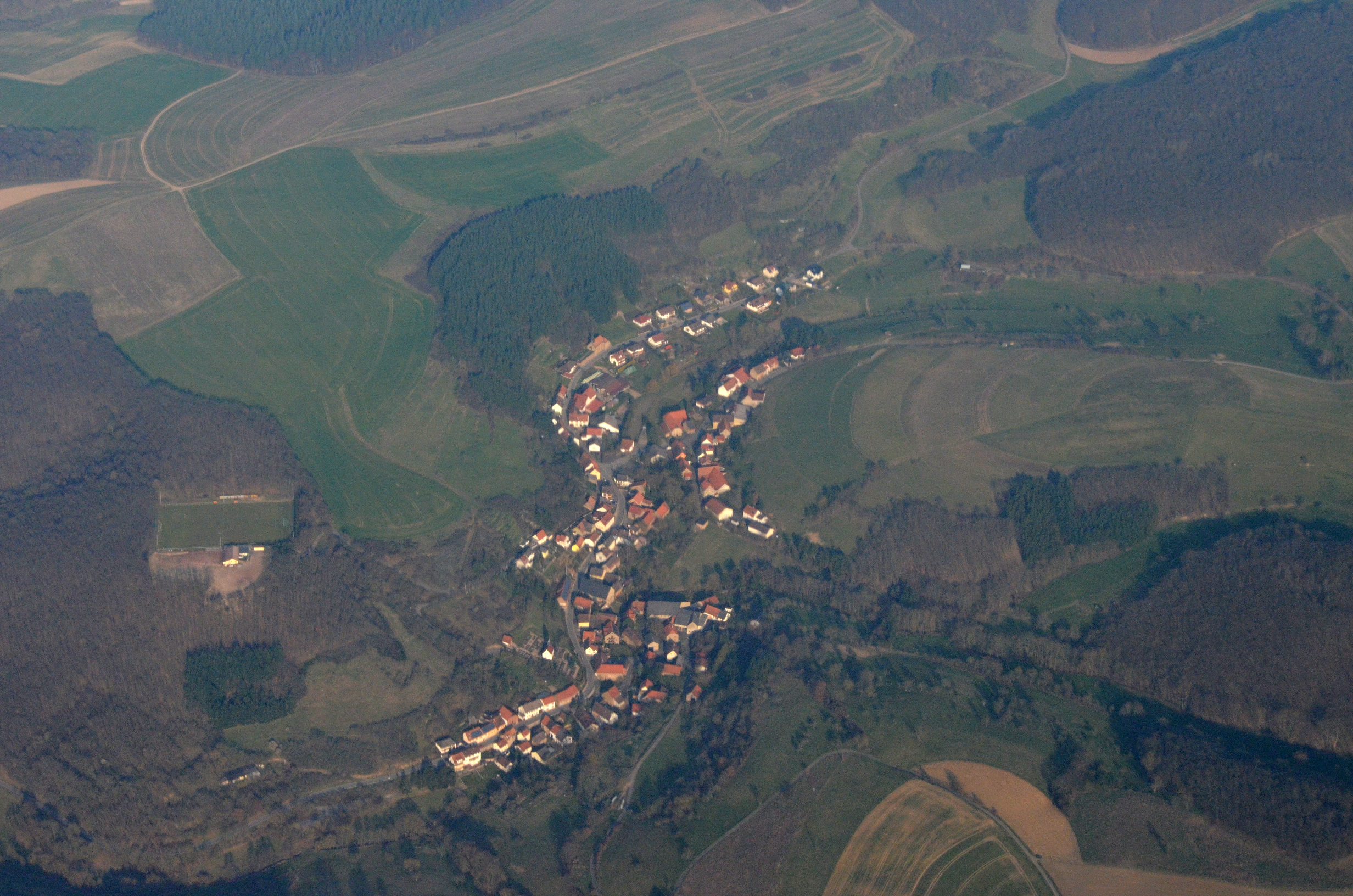